# Pralatrexat
Pralatrexat ist eine chemische Verbindung aus der Gruppe der Pteridine. Sie wirkt zytostatisch.

## Gewinnung und Darstellung
Pralatrexat kann ausgehend von Dimethylhomoterephthalat gewonnen werden.

## Eigenschaften
Pralatrexat ist ein weißes bis gelbliches, kristallines Pulver, das praktisch unlöslich in Wasser ist.
In seiner chemischen Struktur ist es mit den pharmakologisch ebenfalls als Folsäure-Antagonisten wirksamen Substanzen Methotrexat und Aminopterin verwandt.

## Verwendung
Pralatrexat ist ein Zytostatikum und Antimetabolit (Folsäure-Antagonist) und kann zur Behandlung von Patienten mit rezidiviertem oder refraktärem peripherem T-Zell-Lymphom verwendet werden. Es wurde 2009 in den USA zugelassen. In Europa ist die Verbindung jedoch nicht als Arzneimittel zugelassen, da der medizinische Nutzen nicht nachgewiesen werden konnte.

## Handelsnamen
- Folotyn